# ستيوارت فورسيث
ستيوارت فورسيث (بالإنجليزية: Stewart Forsyth)‏ هو لاعب كرة قدم بريطاني في مركز ظهير ‏، ولد في 26 أكتوبر 1961. لعب مع كارنوستي بانمور ونادي اربوراث ونادي دندي ونادي مونتروز لكرة القدم.